# Tonight
Tonight är ett album av David Bowie. Albumet spelades in i Le Studio, Morin Heights, Kanada och släpptes i England 24 september 1984 som CD-skiva och vinyl. 1995 återutgavs albumet av Virgin Records med tre bonusspår.

## Låtlista
Låtar där inget annat anges är skrivna av David Bowie.
1. "Loving the Alien" - 7.11
2. "Don't Look Down" (Iggy Pop, James Williamson) - 4.08
3. "God Only Knows" (Tony Asher, Brian Wilson) - 3.06
4. "Tonight" (David Bowie Iggy Pop) - 3.50
5. "Neighborhood Threat" (David Bowie, Iggy Pop) - 3.12
6. "Blue Jean" - 3.08
7. "Tumble and Twirl" (David Bowie, Iggy Pop) - 5.00
8. "I Keep Forgetting" (Jerry Lieber, Mike Stoller) - 2.34
9. "Dancing With the Big Boys" (Carlos Alomar, David Bowie, Iggy Pop,) - 3.52

Bonusspår på Virgin återutgivning:
10. "This Is Not America" - 3:51
11. "As The World Falls Down" - 4:46
12. "Absolute Beginners" - 8:00

## Singlar som släpptes i samband med detta album
- "Blue Jean"
- "Tonight"
- "Loving the Alien"
- "Absolute Beginners"
- "This Is Not America" (With Pat Metheny Group)

## Medverkande
- David Bowie - Sång
- Carlos Alomar - Gitarr
- Derek Bramble - Bas, gitarr, synthesizer, bakgrundssång
- Carmine Rojas - Bas
- Sammy Figueroa - Trummor
- Omar Hakim - Trummor
- Guy st Onge - Marimba
- Robin Clark - Sång
- George Simms - Sång
- Curtis King - Sång
- Tina Turner - Sång
- Iggy Pop - Sång
- The Borneo Horns:
  - Stanley Harrison - Altsax, tenorsax
  - Steve Elson - Barytonsax
  - Lenny Picket - Tenorsax, klarinett
  - Mark Pender - Trumpet